# 孔科爾迪亞杜帕拉
孔科爾迪亞杜帕拉（葡萄牙語：Concórdia do Pará），是巴西的城鎮，位於該國北部，由帕拉州負責管轄，面積691平方公里，海拔高度440米，2010年人口28,216，人口密度每平方公里40.84人。